# Вокзал Мапуту
Железнодорожный вокзал Мапуту (порт. Estação do Caminho de Ferro de Maputo, CFM) — центральный железнодорожный вокзал столицы Мозамбика, города Мапуту; расположен на площади Праса-душ-Трабальядориш (порт. Praça dos Trabalhadores, Площадь Трудящихся) в районе Байша (Baixa, «Central C»). Открытие здания состоялось 19 марта 1910 года; внесено в список памятников архитектуры страны.

## История
Современное здание было построено в период между 1908 и 1910 годами по проекту архитекторов Алфреду Аугушту Лишбоа де Лимы, Мариу Вейги и Феррейры да Кошты; по другим данным — строительство велось с 1913 по 1916 год. Первая простая деревянная железнодорожная станция на месте нынешнего вокзала была введена в эксплуатацию в 1895 году, когда открылась железнодорожная линия Претория — Лоренсу-Маркиш («The Iron Road»). Существует легенда, согласно которой Гюстав Эйфель принимал участие в проектировании и строительстве.
19 марта 1910 года состоялось открытие новой станции: два поезда отправились в поселение Сан-Жозе-де-Льянгени (порт. São José de Lhanguene). В последующие несколько лет здание стало всё чаще использоваться для целей, несвязанных с железнодорожными перевозками — из-за низкого трафика на железной дороге. Местный бар переехал в бывший зал ожидания, а по выходным в помещениях вокзала стали проводиться показы мод, вечеринки и иные мероприятия. Затем в заднюю часть вокзала переехал железнодорожный музей. В 2008 году в помещениях зала ожидания «Sala de Espera» открылась художественная галерея «Kulungwana», проводящая временные выставки произведений современного искусства, созданного местными авторам.